# Lisa Matthews
Lisa Matthews (született Lisa Reich (Peoria, Illinois, 1969. szeptember 24. –)  amerikai fotomodell, színésznő. 

## Pályafutása
Ő volt a playmate a Playboy 1990. áprilisi számában; az 1991. évben pedig „az év playmate”-jének választották.
1991-ben Lisa elvette  Pamela Andersontól „az év playmate”-je címet. Ugyanebben az évben szerepelt Bruce Willis Hudson Hawk című filmjében.
Lisa hosszú ideig  Joel Silver hollywoodi producerrel élt együtt, de az 1999-ben Karyn Fields színésznőt vette feleségül.

## Megjelenései aPlayboykülönkiadásokban
- Playboy’s Playmate Review Vol. 7  1991. június
- Playboy’s Girls of Summer '92  1992. június
- Playboy’s Book of Lingerie Vol. 26  1992. július
- Playboy’s Book of Lingerie Vol. 31  1993. május
- Playboy’s Girls of Summer '93  1993. június – pp 27, 101.
- Playboy’s Wet & Wild Women 1993. július
- Playboy's Blondes, Brunettes & Redheads 1993. augusztus
- Playboy’s Video Playmates  1993. augusztus
- Playboy’s Book of Lingerie Vol. 34  1993. november
- Playboy’s Book of Lingerie Vol. 36  1994. március
- Playboy’s Girls of Summer '94  1994. június
- Playboy’s Book of Lingerie Vol. 38  1994. július
- Playboy’s Playmates at Play  1994. július –  pp 24–25.
- Playboy’s Supermodels  1995. február
- Playboy’s Hot Denim Daze  1995. május – page 45.
- Playboy’s Celebrating Centerfolds Vol. 3  1999. október

## További információ
- Lisa Matthews a PORT.hu-n (magyarul)
- Lisa Matthews az Internet Movie Database-ben (angolul)
- Lisa Matthews a Rotten Tomatoeson (angolul)